# Iglesia Presbiteriana Reformada Nacional de Bolivia
La Iglesia Presbiteriana Reformada Nacional de Bolivia (IPRNB) es una denominación reformada en Bolivia, fundada en 2006 , por los pastores Miguel Condoretti y Cristian Vila. La denominación se extendió por todo el país, con iglesias en La Paz y El Alto. El 23 de abril de 2022, se organizó formalmente su Presbiterio, con la ayuda de la Iglesia Presbiteriana Reformada de América del Norte.

## Historia
En 2006, los pastores Miguel Condoretti y Cristian Vila fundaron la Iglesia Nacional Presbiteriana Reformada de Bolivia (IPRNB). A partir de la conversión de personas y la plantación de iglesias, la denominación se extendió por todo el país. Se fundaron iglesias en La Paz y El Alto.
En 2018, la denominación se puso en contacto con la Iglesia Presbiteriana Reformada de América del Norte, que brindó asistencia a la denominación en la preparación de trabajadores y recomendaciones sobre la organización de la iglesia.
El 23 de abril de 2022 se organizó formalmente su Presbiterio y el Rev. Cristian Vila elegido moderador de la denominación.

## Doctrina
La IPRNB adopta la Confesión de Fe de Westminster, el Catecismo Mayor de Westminster y el Catecismo Menor de Westminster. La denominación se diferencia de otras denominaciones presbiterianas en el país, ya que se opone a la ordenación de mujeres por ser contraria a las Escrituras, y en sus distintivos están la salmodia exclusiva y observancia dominical.